# Исмаилов, Муслим Мусаевич
Мусли́м Муса́евич Исмаи́лов (17 декабря 1979, Грозный — 31 мая 2006, Нестеровская, Ингушетия) — сержант, милиционер роты патрульно-постовой службы специального назначения при МВД Чеченской Республики, Герой Российской Федерации.

## Биография
Родился 17 декабря 1979 года в городе Грозном. Чеченец. В 1996 году окончил среднюю школу № 10. Служил в органах внутренних дел с октября 2002 года. Неоднократно принимал участие в специальных операциях против незаконных вооруженных формирований.
23 марта 2005 года была получена оперативная информация о том, что в посёлке Комсомольский Грозненского района в одном из частных домов скрывается «эмир» Альви Тасуев, который обвинялся в совершении более ста убийств, в том числе сотрудников милиции и военнослужащих.
Поскольку в доме находились женщины и дети, операция планировалась таким образом, чтобы исключить жертвы среди них. Перед началом штурма Исмаилов выводил женщин и детей из опасной зоны. Однако преступник заметил это. Он открыл огонь по ним и взял в заложники одного из малолетних детей. Исмаилов подобрался к бандиту и отвлёк внимание на себя. Несколько минут он оставался под огнём преступника. Штурмовой группе удалось освободить ребёнка. По Тасуеву был произведен выстрел из гранатомёта. Гранаты, находившиеся при нём, сдетонировали и боевик был уничтожен.

### Гибель
31 мая 2006 года в станице Нестеровская в Ингушетии при нейтрализации «эмира» Т. Асламбекова между сотрудниками полка и членами бандподполья завязался бой. В ходе боя был тяжело ранен милиционер. Исмаилов заметил раненного товарища, находящегося под обстрелом. Выводя из-под обстрела раненого милиционера, заслоняя его собой, Исмаилов был смертельно ранен. В результате операции все преступники были уничтожены.
За мужество и героизм, проявленные при выполнении служебного долга, Указом Президента Российской Федерации в 2007 году сержанту милиции Исмаилову Муслиму Мусаевичу присвоено звание Героя Российской Федерации (посмертно).